# Wilhelm Albert (ingeniero)
Wilhelm August Julius Albert (24 de enero de 1787 - 4 de julio de 1846) fue un administrador de minas alemán, conocido por sus pioneras observaciones sobre el proceso de fatiga de los materiales metálicos. 

## Semblanza
Albert nació en Hannover y demostró su talento como músico antes de comenzar en 1803 sus estudios de derecho en Gotinga. El conocimiento de las montañas de Harz despertó su interés por la minería y, en 1806, obtuvo un nombramiento para la Oficina de Minas y Bosques en Clausthal. Hacia 1836 ya dirigía toda la industria minera de la región de Harz. 
En 1829 publicó sus observaciones y estudios sobre la rotura de las cadenas de hierro utilizadas en los polipastos de las minas, causadas por cargas pequeñas repetidas constantemente, el primer registro conocido sobre el fenómeno de la fatiga de los metales. Para estudiarlo, construyó una máquina que cargaba una cadena repetidamente. Su sorprendente descubrimiento fue que la rotura por fatiga no estaba relacionada con una sobrecarga accidental, sino que dependía de la tensión aplicada (aunque fuese mucho más pequeña que la de rotura) y del número de repeticiones del ciclo de carga.
Inventó un cable de acero trenzado, posteriormente conocido como "Soga Albert", que se utilizó por primera vez en la mina Caroline de Clausthal en 1834, siendo el precursor inmediato del moderno cable de acero.
Murió en Clausthal. 